# 大坂三郷

『大阪圖（元祿十六年）』（「大阪市史 附図 再版」1927年（昭和2年））

大坂三郷（おおさかさんごう）は、江戸時代の大坂城下における3つの町組の総称。北組、南組、天満組の3組から成る。
江戸時代の「大坂町」とはこの3地域を指し、現在の大阪市北区の南半分くらいから中央区全体に西区の東半分くらいを足した範囲に当たり、天満より北や、難波・天王寺あたりの地域は含まれない。大坂城代・京橋口定番・玉造口定番・大坂町奉行・大坂代官などの役人の居住地や寺院・神社の土地などは大坂三郷には含まれず、大坂三郷はあくまで町人の住んでいる地域を指した。

## 概要
蓮如によれば「大坂」と称される範囲は生玉庄の一部に過ぎず、石山時代には石山と大坂の二字は同義として用いられた。豊臣期には大阪城の拡張に伴い、東横堀川以東を指して大坂と呼び、生玉・玉造・渡辺を大坂中に包含した。東横堀川以西は船場及び下船場と称し、この地は当初大坂の一部ではなかったが、元和年間に北組・南組及び伏見組に区分され大坂の一部となった。
大坂三郷は現在の大阪府大阪市中央区の大半・西区の東部・北区の南部を中心に広がり、浪速区・大正区・港区・此花区・福島区・都島区・天王寺区の各一部にも及んでいた。
おおむね本町通を境に北組と南組に分かれ、大川・古川以北が天満組となる。ただし、堀江は3組錯綜、玉造や下船場の阿波堀川以南は北・南2組錯綜、南端の難波新地や日本橋が北組といったように、新地開発で後に拡張された地域などはこの通りではない。初期には伏見組の存在が確認されるが、次第に北組と南組に編入されて消滅したと思われる。城下の拡張が落ち着きを見せる18世紀後半の天明年間における町数は、北組250町・南組261町・天満組109町。

## 惣会所と惣年寄
三郷各組から長にあたる惣年寄が選出され、惣会所とその配下となる惣代などが置かれた。各町では町年寄が選出され、町会所とその配下となる町代などが置かれており、組は町と大坂町奉行との中間組織となっていた。惣会所の所在地は、北組が平野町3丁目、南組が南農人町1丁目（現・農人橋1丁目）、天満組が天満7丁目（現・天満4丁目）。また、毎年各組毎に宗門人別改帳を寺社役与力に提出する「巻納め」という行事があり、北組は本願寺津村別院（北御堂）、南組は真宗大谷派難波別院（南御堂）、天満組は真宗大谷派天満別院（佛照寺）で行われた。
松平忠明の時代に大阪に元締衆をおいて、年貢の収納を掌らしめていたが、元和5年町奉行が置かれるに及んで、元締を惣年寄と改称して、旧のごとく町方支配をさせたのであった。この時の惣年寄の数は、北組10人、南組6人、天満組5人であった。
各郷（各組）毎に惣会所という執務所があって、惣年寄はここにつめていた。惣会所の地所は幕府より下賜され、諸費用はこれに属する各町で負担した。惣年寄の職務は御触、口達の伝達、町年寄の任命、宗旨人別、町割、諸上納金の徴収及び上納、酒造米改、諸仲間年寄の任命などが主なるものであった。惣年寄の職務は大体において世襲であった。惣会所にはまた惣代がいた。これは三郷町人の勤むべき御役所用向を弁じさせる為に町々より給銀をつかわして、雇いいれ、惣会所に派遣したものであるが、後には惣会所の役人の如くなった。惣代一人の収入は大抵一年銀三貫目ばかり、それから年頭八朔等の役徳が一貫目ばかり、都合四貫目内外の生活をしたのである。そして親子同時に勤める時には若干の合力銀をもらった。惣代の下にこれを補助する「若キ者」がおり、物書もいた。物書の外に筆工もいた。筆工には定雇と臨時雇とがあった。別に会所守というものがいた。会所の書類を保護する役で毎郷一人づついた。惣会所は大抵百坪ばかりで、惣代と会所守が住んでいた。また、無役屋敷もあった。

## 町定
大坂の町では、日常生活に関わる様々な問題を処理しその経費を負担していた。道路や溝の管理、火事の対策、橋の修復、捨て子や行倒れ人の世話など身近な生活空問の管理は全て町内が行うことになっていた。また町内では正月の初穂を愛宕山・八幡・祇園等に納め、三郷の玉造稲荷・朝日宮・高津宮・四天王寺の祭礼行事にも出金している。その他、相撲の札を買ったり、勧進能・狂言尽の畳代まで町内が出していた。このように宗教・文化行事も含めて、町内のもつ公共的機能は現代とは比べものにならないほど大きなものがあった。
近世大坂では町の運営に関して「町内式目」、「勘定仕法」と呼ばれる法を定め、共同生活を円滑に運営する為に色々の申し合わせを盛り込んでいた。京都と同じように大坂でも同業種や特定の職業の禁止事項が注目される。
船場の中心部・道修町2丁目の文政7年（1824年）の町内式目では、家屋敷の売買にあたって、町に不似合いな人に売買しないとか、不特定多数の人間が集まる客商売等に借家を貸さないことを定めている。他にも町によっては騒音を出したり、出火の危険がある職種を規制している例がみられ、町内の生活環境の保全に留意していた。
町内式目には町家と町並みに関する規定もみられる。道修町2丁目では、町の地形が東から西に向かって低くなっているので、家屋の基礎工事をする際には上流、すなわち東隣の敷地より1寸下がりに地固めをすれば水はけにまつわるトラブルもなくなり、また自然と町並みも整うと定めている。白髪町では、家屋敷の普請の際は敷地を整地する前に町内の了承を得、年寄・月行事・隣家の家主そして大工の立会いのもとに、地面の高さを決めている。そして少しでも高く築いた場合は、家の普請が完成した後でも地面を下げさせると定めている。
また町家の表構えについて定めたものがある。道修町2丁目の町内式目には「惣て表通り拘り候繕いにても、我がままに仕まじく候事」と定めており、突飛なデザインを互いに戒め、近隣との協調をうたっている。また、天保4年（1833年）の南米屋町2丁目の町内式目にも往来に庇や出店を張り出し、また荷物や干物、植木等をはみ出して置くことを禁止している。隣家と軒を接し高密度な居住地であった大坂では、共同生活を維持し生活や環境を守るためのシステムを町内単位で編み出していた。
大坂の「町定」のもうひとつの特徴は、「勘定仕法」といわれる負担方法が詳細に規定されていることである。例えば、年頭八朔の奉行所への付け届け、神社の初穂料、半鐘打賃、溝凌の人足賃、町木戸、町橋の分担金等、公役・町役の内容と賦課方式が極めて詳細に記されており、また家持・表借家人・裏借家人の負担方法等にも細かい配慮がみられる。このような規定は京都の「町定」にも町の財政として数箇条登場するが、大坂ほど詳細であらゆる事態を想定して決められたものはない。住民の移動が激しく、かつ借家人の比率が8～9割を占める大坂の町内では「町」共同体を維持する為には、詳細に成文化した規定を用意して、周知徹底を図っていたことがうかがわれる

## 明治以降

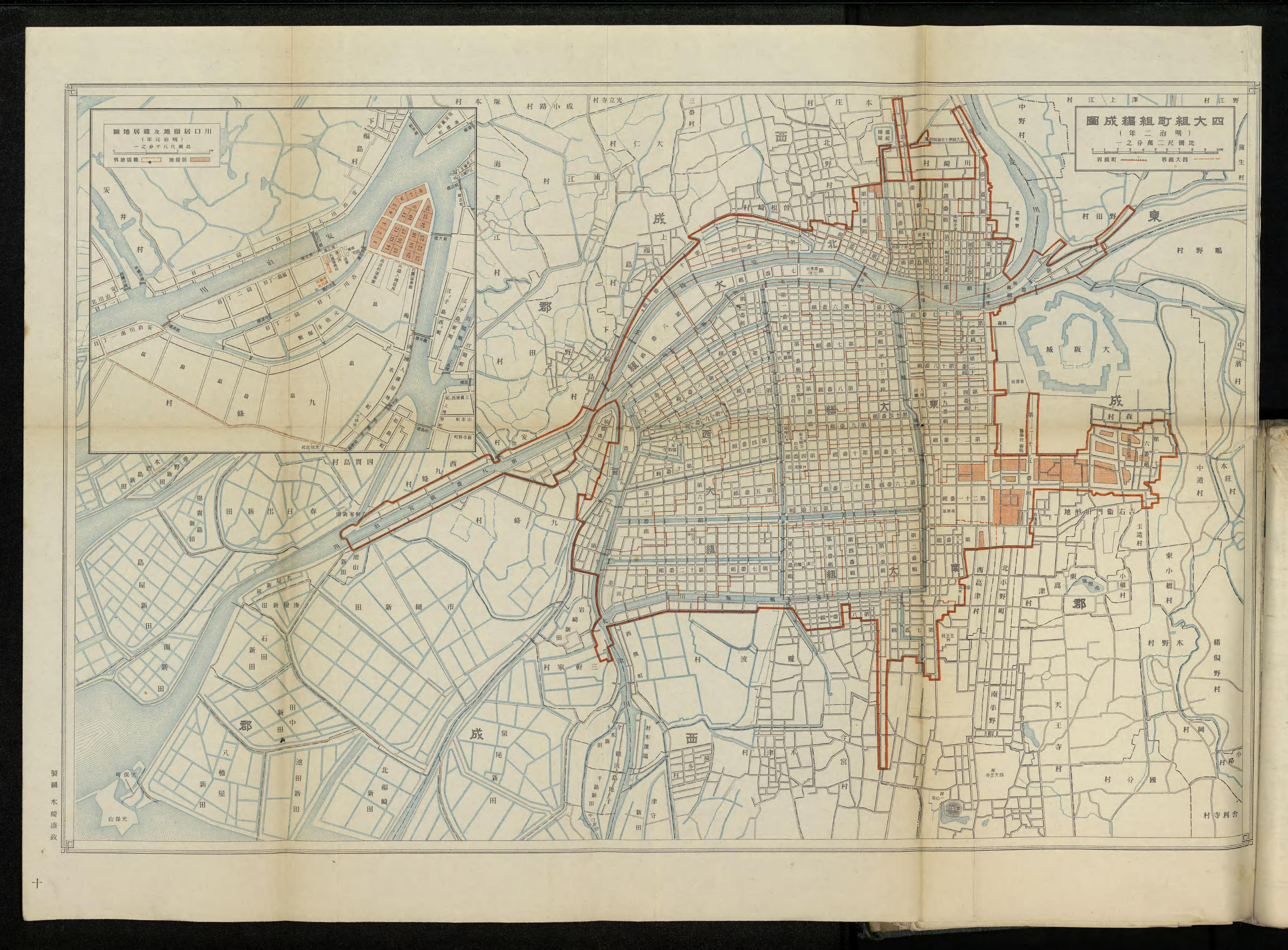
『四大組町組編成圖（明治二年）』（「大阪市史 附図 再版」1927年（昭和2年））

『大阪圖（明治五年）』（「大阪市史 附図 再版」1927年（昭和2年））

1869年（明治2年）に東大組・南大組・西大組・北大組の4地域に再編され、のちに東区・南区・西区・北区となった。

### 四大組設置から市行政区移行迄の沿革
出典：
- 1869年（明治2年）6月2日 - 三郷を東西南北の四大組に分割。

- 1870年（明治3年）5月 - 各町組会議所の内、大会議所のみを残して他を廃止。中年寄、町年寄を以て議員とする。また各町組会所は議事所と改称し、後に連合事務所となる[注釈 1]。

- 1871年（明治4年）5月、四大組から町組を廃止し、各大組毎に「いろは」分けの組を設置。組の下の数町は一まとめにされ番号が付けられる。

- 1872年（明治5年）3月7日、四大組79区各区域に、小学校を設置。

- 同年3月17日 - 市内各町名の分合改称を断行し、東大組159町23区、西大組183町22区、南大組92町14区、北大組98町20区の計532町79区に分割。外に付属地21箇所を設置。

- 同年5月 - 大区小区制施行後、大年寄は総区長となり、中年寄を区長、少年寄を戸長に改称。

- 1873年（明治6年）3月 - 小学区を74区に改正。

- 1875年（明治8年）4月30日 - 東大組を第1大区、南大組を第2大区、西大組を第3大区、北大組を第4大区に改称。

- 1879年（明治12年）2月10日 - 郡区町村編制法施行により、第1大区を東区、第2大区を南区、第3大区を西区、第4大区を北区に改称。

- 1880年（明治13年） - 伍人組[注釈 2]頭（伍長）の制度及び設置を廃止。

- 1881年（明治14年）8月 - 従来の各小学区を連合区に改め、東・南両区は9、西区は11、北区は8区の計37連合区に分割。

- 1884年（明治17年）6月 - 戸長役場管理区域の設定に伴い、学区を39区に改め東区を9、南・西両区を各10、北区を8区に編成し、1学区1校制となった。

- 同年7月1日 - 戸長役場管理区域が設定され、東区に9、南区に13、西区に11、北区に10の計43箇所の戸長役場を設置。

- 1886年（明治19年）3月31日 - 戸長役場が廃止され、その事務は区長の管轄となる。

- 1889年（明治22年） - 市制施行により各区を大阪市の行政区へ移行。連合区会は解散。

## 町名一覧
以下は幕末に於ける町名。
（参照：）

### 大坂三郷北組
- 安土町1丁目[※ 1]
- 安土町2丁目[※ 2]
- 安土町3丁目[※ 3]
- 淡路町1丁目[※ 4]
- 淡路町2丁目[※ 5]
- 淡路町切丁[※ 6]
- 阿波町[※ 7]
- 相生西町[※ 8]
- 相生東町[※ 9]
- 近江町[※ 10]
- 油掛町[※ 11]
- 油町1～3丁目[※ 12]
- 尼崎町1丁目[※ 13]
- 尼崎町2丁目[※ 14]
- 網島町[※ 15]
- 石津町[※ 16]
- 和泉町[※ 17]
- 今橋1丁目[※ 18]
- 今橋2丁目[※ 19]
- 内淡路町1丁目[※ 20]
- 内淡路町2丁目[※ 21]
- 内淡路町3丁目[※ 22]
- 内平野町1丁目[※ 23]
- 内平野町2丁目[※ 24]
- 内骨屋町[※ 25]
- 内両替町[※ 26]
- 江戸町[※ 27]
- 江之子島西之町[※ 28]
- 江之子島東之町[※ 29]
- 江戸堀1～2丁目[※ 30]
- 江戸堀3丁目[※ 31]
- 江戸堀4丁目[※ 32]
- 江戸堀5丁目[※ 33]
- 衽町[※ 34]
- 大川町[※ 35]
- 大沢町[※ 36]
- 海部堀川町[※ 37]
- 海部町[※ 38]
- 櫂屋町[※ 39]
- 麹町[※ 40]
- 高麗橋1丁目[※ 41]
- 高麗橋2丁目[※ 42]
- 高麗橋3丁目[※ 43]
- 籠屋町[※ 44]
- 拐屋町[※ 45]
- 梶木町[※ 46]
- 瓦町1丁目[※ 47]
- 瓦町2丁目[※ 48]
- 上魚屋町[※ 49]
- 上中之島町[※ 50]
- 上博労町[※ 51]
- 亀井町[※ 52]
- 亀山町[※ 53]
- 神崎町[※ 54]
- 紀伊国町[※ 55]
- 北革屋町1丁目[※ 56]
- 北革屋町2丁目[※ 57]
- 北新町1丁目[※ 58]
- 北新町2丁目[※ 59]
- 北鍋屋町[※ 60]
- 北浜1丁目[※ 61]
- 北浜2丁目[※ 62]
- 北堀江1丁目[※ 63]
- 北堀江2丁目[※ 64]
- 北堀江3丁目[※ 65]
- 北堀江4丁目[※ 66]
- 北堀江5丁目[※ 67]
- 北渡辺町[※ 68]
- 木津川町[※ 69]
- 京橋2丁目[※ 70]
- 京橋4丁目[※ 71]
- 京橋5～6丁目[※ 72]
- 京町堀1～3丁目[※ 73]
- 京町堀4丁目[※ 74]
- 京町堀5丁目[※ 75]
- 京町堀6丁目[※ 76]
- 釘屋町[※ 77]
- 九条村町[※ 78]
- 桑名町[※ 79]
- 久保島町[※ 80]
- 過書町[※ 81]
- 剣先町[※ 82]
- 五幸町[※ 83]
- 粉川町[※ 84]
- 国分町[※ 85]
- 石町[※ 86]
- 呉服町[※ 87]
- 小右衛門町[※ 88]
- 西信町[※ 89]
- 斎藤町[※ 90]
- 坂本町[※ 91]
- 崎吉町[※ 92]
- 雑喉場町[※ 93]
- 三郎右衛門町[※ 94]
- 三右衛門町[※ 95]
- 敷屋町[※ 96]
- 四軒町[※ 97]
- 七郎右衛門町1丁目[※ 98]
- 七郎右衛門町2丁目[※ 99]
- 信濃町[※ 100]
- 島町1丁目[※ 101]
- 島町2丁目[※ 102]
- 塩屋六左衛門町[※ 103]
- 下博労町[※ 104]
- 常安裏町[※ 105]
- 常安町[※ 106]
- 浄覚町[※ 107]
- 上人町[※ 108]
- 庄村新四郎町[※ 109]
- 撞木町[※ 110]
- 聚楽町[※ 111]
- 白子島町[※ 112]
- 白子裏町[※ 113]
- 白子町[※ 114]
- 治郎兵衛町[※ 115]
- 新淡路町[※ 116]
- 新靱町[※ 117]
- 新京橋町[※ 118]
- 新天満町[※ 119]
- 新堀町[※ 120]
- 駿河町[※ 121]
- 瀬戸物町[※ 122]
- 善左衛門町[※ 123]
- 宗是町[※ 124]
- 道空町[※ 125]
- 橘通2丁目[※ 126]
- 橘通3丁目[※ 127]
- 橘通4丁目[※ 128]
- 橘通5丁目[※ 129]
- 橘通6～7丁目[※ 130]
- 谷町1丁目[※ 131]
- 谷町2丁目[※ 132]
- 谷町3丁目[※ 133]
- 玉沢町[※ 134]
- 玉手町[※ 135]
- 玉水町[※ 136]
- 茶染屋町[※ 137]
- 築島町[※ 138]
- 津村北之町[※ 139]
- 津村中之町[※ 140]
- 津村西之町[※ 141]
- 津村東之町[※ 142]
- 津村南之町[※ 143]
- 釣鐘上之町[※ 144]
- 釣鐘町[※ 145]
- 豊島町[※ 146]
- 寺島町[※ 147]
- 常盤町1～2丁目[※ 148]
- 常盤町3～4丁目[※ 149]
- 徳井町[※ 150]
- 土佐堀1丁目[※ 151]
- 土佐堀2丁目[※ 152]
- 道修町1丁目[※ 153]
- 道修町2丁目[※ 154]
- 道修町3丁目[※ 155]
- 道修町4丁目[※ 156]
- 道修町5丁目[※ 157]
- 中船場町[※ 158]
- 長浜町[※ 159]
- 長町6丁目[※ 160]
- 長町7丁目[※ 161]
- 長町8～9丁目[※ 162]
- 奈良屋町[※ 163]
- 西伊勢町[※ 164]
- 錦町1丁目[※ 165]
- 錦町2丁目[※ 166]
- 西笹町[※ 167]
- 西浜町[※ 168]
- 日本橋1～4丁目[※ 169]
- 日本橋5丁目[※ 170]
- 二本松町[※ 171]
- 仁右衛門町[※ 172]
- 布屋町[※ 173]
- 野田町[※ 174]
- 箱屋町[※ 175]
- 浜町[※ 176]
- 半入町[※ 177]
- 肥後島町[※ 178]
- 菱屋町[※ 179]
- 備前島町[※ 180]
- 兵庫町[※ 181]
- 百貫町[※ 182]
- 平野町1丁目[※ 183]
- 平野町2丁目[※ 184]
- 平野町3丁目[※ 185]
- 備後町1～2丁目[※ 186]
- 備後町3～4丁目[※ 187]
- 備後町5丁目[※ 188]
- 福井町[※ 189]
- 伏見町[※ 190]
- 伏見屋四郎兵衛町[※ 191]
- 船越町[※ 192]
- 伏見両替町1丁目[※ 193]
- 伏見両替町2丁目[※ 194]
- 伏見両替町3～4丁目[※ 195]
- 船坂町[※ 196]
- 船町[※ 197]
- 古手町[※ 198]
- 豊後町[※ 199]
- 本靱町[※ 200]
- 本五分一町[※ 201]
- 本天満町[※ 202]
- 升屋町[※ 203]
- 松本町[※ 204]
- 松屋町[※ 205]
- 大豆葉町[※ 206]
- 丸葉町[※ 207]
- 御堂前町[※ 208]
- 南革屋町[※ 209]
- 南鍋屋町[※ 210]
- 南浜町[※ 211]
- 南渡辺町[※ 212]
- 宮川町[※ 213]
- 元相生町[※ 214]
- 元京橋町[※ 215]
- 元堺町[※ 216]
- 元伏見坂町[※ 217]
- 家根屋町[※ 218]
- 弥兵衛町[※ 219]
- 山田町[※ 220]
- 山本町[※ 221]
- 八尾町[※ 222]
- 吉原町[※ 223]
- 葭屋町[※ 224]
- 両国町[※ 225]
- 越中町2丁目[※ 226]
- 越中町3丁目[※ 227]
- 戎島町[※ 228]
- 岡崎町[※ 229]
- 岡山町[※ 230]
- 小倉屋仁兵衛町[※ 231]
- 折屋町[※ 232]

### 大坂三郷南組
- 立売堀阿波橋町[※ 233]
- 薩摩堀阿波堀町[※ 234]
- 生駒町[※ 235]
- 石灰町[※ 236]
- 安堂寺町4丁目[※ 237]
- 安堂寺町5丁目[※ 238]
- 稲荷新町[※ 239]
- 稲荷中之町[※ 240]
- 稲荷門前町[※ 241]
- 岩田町[※ 242]
- 茨木町[※ 243]
- 内安堂寺町[※ 244]
- 内久宝寺町[※ 245]
- 内本町上3丁目[※ 246]
- 内本町2丁目[※ 247]
- 鰻谷1～2丁目[※ 248]
- 内本町太郎左衛門町[※ 249]
- 上木綿町[※ 250]
- 上堺町[※ 251]
- 内本町橋詰町[※ 252]
- 上本町1丁目[※ 253]
- 上本町2丁目[※ 254]
- 上本町3丁目[※ 255]
- 上本町4丁目南半[※ 256]
- 上本町4丁目北半[※ 257]
- 長堀宇和島町[※ 258]
- 追手町[※ 259]
- 立売堀帯屋町[※ 260]
- 大津町[※ 261]
- 道頓堀御前町[※ 262]
- 高津五右衛門町[※ 263]
- 高津町[※ 264]
- 錺屋町[※ 265]
- 柏原町[※ 266]
- 鍛冶屋町1～2丁目[※ 267]
- 金沢町[※ 268]
- 金田町[※ 269]
- 道頓堀釜屋町[※ 270]
- 上清水町[※ 271]
- 上難波町[※ 272]
- 栢木町[※ 273]
- 唐物町1丁目[※ 274]
- 唐物町2丁目上半・下半[※ 275]
- 唐物町3丁目上半・下半[※ 276]
- 唐物町4丁目[※ 277]
- 菊屋町[※ 278]
- 北勘四郎町[※ 279]
- 神田町[※ 280]
- 道頓堀久左衛門町[※ 281]
- 北久太郎町1丁目[※ 282]
- 北久太郎町2丁目[※ 283]
- 北久太郎町3丁目[※ 284]
- 北久太郎町4丁目[※ 285]
- 北久太郎町5丁目[※ 286]
- 北久宝寺町1丁目[※ 287]
- 北久宝寺町2丁目[※ 288]
- 北久宝寺町3丁目[※ 289]
- 北久宝寺町4丁目[※ 290]
- 北久宝寺町5丁目[※ 291]
- 北新町1丁目[※ 292]
- 北新町2丁目[※ 293]
- 北新町3丁目[※ 294]
- 北谷町[※ 295]
- 道頓堀吉左衛門町[※ 296]
- 九軒町[※ 297]
- 具足屋町[※ 298]
- 九之助町1～2丁目[※ 299]
- 車町[※ 300]
- 道頓堀九郎右衛門町[※ 301]
- 源左衛門町[※ 302]
- 小西町[※ 303]
- 小浜町[※ 304]
- 木挽町北之丁[※ 305]
- 木挽町中之丁[※ 306]
- 木挽町南之丁[※ 307]
- 権右衛門町[※ 308]
- 西国町[※ 309]
- 幸町1丁目[※ 310]
- 幸町2丁目[※ 311]
- 幸町3丁目[※ 312]
- 幸町4丁目[※ 313]
- 幸町5丁目[※ 314]
- 農人橋材木町[※ 315]
- 坂田町[※ 316]
- 酒辺町[※ 317]
- 桜町[※ 318]
- 左官町[※ 319]
- 薩摩堀中筋町[※ 320]
- 薩摩堀東之町[※ 321]
- 佐渡屋町[※ 322]
- 讃岐屋町[※ 323]
- 塩町1～2丁目[※ 324]
- 塩町3丁目[※ 325]
- 塩町4丁目[※ 326]
- 下清水町[※ 327]
- 佐渡島町[※ 328]
- 浄国寺町[※ 329]
- 常珍町[※ 330]
- 順慶町1～2丁目[※ 331]
- 順慶町3丁目[※ 332]
- 順慶町4丁目[※ 333]
- 順慶町5丁目[※ 334]
- 長堀白髪町[※ 335]
- 白銀町[※ 336]
- 長堀心斎町[※ 337]
- 道頓堀新大黒町[※ 338]
- 鈴木町[※ 339]
- 新難波中之町[※ 340]
- 新難波西之町[※ 341]
- 新難波東之町[※ 342]
- 新平野町[※ 343]
- 道頓堀新戎町[※ 344]
- 助右衛門町[※ 345]
- 長堀清兵衛町[※ 346]
- 錫屋町[※ 347]
- 道頓堀宗右衛門町[※ 348]
- 周防町[※ 349]
- 炭屋町[※ 350]
- 住吉屋町[※ 351]
- 関町[※ 352]
- 道頓堀徳寿町[※ 353]
- 大宝寺町[※ 354]
- 道仁町[※ 355]
- 長堀高橋町[※ 356]
- 高間町[※ 357]
- 田島町[※ 358]
- 立売堀1丁目[※ 359]
- 立売堀2丁目[※ 360]
- 立売堀3丁目[※ 361]
- 立売堀4丁目[※ 362]
- 立売堀中之町[※ 363]
- 立売堀西之町[※ 364]
- 立売堀南裏町[※ 365]
- 橘通8丁目[※ 366]
- 橘町[※ 367]
- 伊達町[※ 368]
- 立売堀鉄町[※ 369]
- 玉木町[※ 370]
- 玉屋町[※ 371]
- 丹波屋町[※ 372]
- 長堀治郎兵衛町[※ 373]
- 出口町[※ 374]
- 藤右衛門町[※ 375]
- 伝馬町[※ 376]
- 長堀富田屋町[※ 377]
- 中津町[※ 378]
- 中橋町[※ 379]
- 長堀拾丁目[※ 380]
- 薩摩堀納屋町[※ 381]
- 西高津新地[※ 382]
- 西高津町[※ 383]
- 禰宜町[※ 384]
- 農人橋1丁目[※ 385]
- 農人橋2丁目[※ 386]
- 農人橋詰町[※ 387]
- 博労町[※ 388]
- 長堀橋本町[※ 389]
- 初瀬町[※ 390]
- 播磨町[※ 391]
- 日向町[※ 392]
- 雛屋町[※ 393]
- 百間町[※ 394]
- 平野口町[※ 395]
- 伏見坂町[※ 396]
- 札之辻町[※ 397]
- 藤之森町[※ 398]
- 立売堀古金町[※ 399]
- 長堀平右衛門町[※ 400]
- 瓢箪町[※ 401]
- ト半町[※ 402]
- 道頓堀布袋町[※ 403]
- 本町1丁目[※ 404]
- 本町2丁目[※ 405]
- 本町3丁目[※ 406]
- 本町4丁目[※ 407]
- 本町5丁目[※ 408]
- 孫左衛門町[※ 409]
- 松江町[※ 410]
- 松原町[※ 411]
- 松屋町裏町[※ 412]
- 松山町[※ 413]
- 松屋町表町[※ 414]
- 万年町[※ 415]
- 三津寺町[※ 416]
- 道頓堀湊町[※ 417]
- 南笠屋町[※ 418]
- 南瓦屋町[※ 419]
- 南勘四郎町[※ 420]
- 南久太郎町1～2丁目[※ 421]
- 南久太郎町3丁目[※ 422]
- 南久太郎町4丁目[※ 423]
- 南久太郎町5～6丁目[※ 424]
- 南紺屋町[※ 425]
- 南久宝寺町1～2丁目[※ 426]
- 南久宝寺町3丁目[※ 427]
- 南久宝寺町4丁目[※ 428]
- 南久宝寺町5丁目[※ 429]
- 南米屋町[※ 430]
- 南新町1丁目[※ 431]
- 南新町2丁目[※ 432]
- 南新町3丁目[※ 433]
- 南竹屋町[※ 434]
- 南畳屋町[※ 435]
- 南谷町[※ 436]
- 南問屋町[※ 437]
- 南塗師屋町[※ 438]
- 南農人町1丁目[※ 439]
- 南農人町2丁目[※ 440]
- 南本町1丁目上半[※ 441]
- 南本町1丁目下半[※ 442]
- 南本町2丁目[※ 443]
- 南本町3丁目[※ 444]
- 南本町4丁目[※ 445]
- 南本町5丁目[※ 446]
- 南毛綿町[※ 447]
- 南綿町[※ 448]
- 南堀江1～2丁目[※ 449]
- 南堀江3丁目[※ 450]
- 南堀江4丁目[※ 451]
- 南堀江5丁目[※ 452]
- 宮崎町[※ 453]
- 綿袋町[※ 454]
- 長堀茂左衛門町[※ 455]
- 玉造森町[※ 456]
- 柳町[※ 457]
- 山家屋町[※ 458]
- 道頓堀大和町[※ 459]
- 山崎町[※ 460]
- 大和橋町[※ 461]
- 鎗屋町[※ 462]
- 与左衛門町[※ 463]
- 吉野屋町[※ 464]
- 竜造寺町[※ 465]
- 道頓堀立慶町[※ 466]
- 立半町[※ 467]
- 小倉町[※ 468]
- 尾上町[※ 469]
- 尾張坂町[※ 470]
- 吉田町[※ 471]

### 大坂三郷天満組
- 安治川上1丁目[※ 472]
- 安治川上2丁目[※ 473]
- 安治川北1丁目[※ 474]
- 安治川北2丁目[※ 475]
- 安治川北3丁目[※ 476]
- 安治川南1丁目[※ 477]
- 安治川南2丁目[※ 478]
- 安治川南3丁目[※ 479]
- 安治川南4丁目[※ 480]
- 有馬町[※ 481]
- 池田町[※ 482]
- 伊勢町[※ 483]
- 板橋町[※ 484]
- 市之町[※ 485]
- 岩井町[※ 486]
- 今井町[※ 487]
- 臼屋町[※ 488]
- 臼井町[※ 489]
- 魚屋町[※ 490]
- 堂島永来町[※ 491]
- 老松町[※ 492]
- 金屋町[※ 493]
- 河内町[※ 494]
- 川本町[※ 495]
- 唐崎町[※ 496]
- 木幡町[※ 497]
- 北富田町[※ 498]
- 北森町[※ 499]
- 空心町[※ 500]
- 椋橋町[※ 501]
- 源蔵町[※ 502]
- 源八町[※ 503]
- 小島町[※ 504]
- 堂島新船町[※ 505]
- 信保町[※ 506]
- 菅原町[※ 507]
- 鈴鹿町[※ 508]
- 砂原屋敷[※ 509]
- 曽根崎新地1丁目[※ 510]
- 曽根崎新地2丁目[※ 511]
- 曽根崎新地3丁目[※ 512]
- 大工町[※ 513]
- 堂島裏1丁目[※ 514]
- 堂島裏2丁目[※ 515]
- 堂島新地裏町[※ 516]
- 堂島新地1丁目[※ 517]
- 堂島新地2丁目[※ 518]
- 堂島新地3丁目[※ 519]
- 堂島新地4丁目[※ 520]
- 堂島新地5丁目[※ 521]
- 高島町[※ 522]
- 滝川町[※ 523]
- 堂島新地北町[※ 524]
- 堂島新地中1丁目[※ 525]
- 堂島新地中2丁目[※ 526]
- 堂島新地中3丁目[※ 527]
- 橘通1～2丁目[※ 528]
- 橘通3丁目[※ 529]
- 橘通4丁目[※ 530]
- 橘通5丁目[※ 531]
- 橘通6～7丁目[※ 532]
- 橘通8丁目[※ 533]
- 竜田町[※ 534]
- 地下町[※ 535]
- 摂津国町[※ 536]
- 壺屋町[※ 537]
- 天神筋町[※ 538]
- 天満1～2丁目[※ 539]
- 天満3～5丁目[※ 540]
- 天満6丁目[※ 541]
- 天満7～8丁目[※ 542]
- 天満9～10丁目[※ 543]
- 天満11丁目[※ 544]
- 天満11丁目下半[※ 545]
- 典薬町[※ 546]
- 富島町1丁目[※ 547]
- 富島町2丁目[※ 548]
- 長柄町[※ 549]
- 鳴尾町[※ 550]
- 難波新地1～3丁目[※ 551]
- 西樽屋町[※ 552]
- 農人町[※ 553]
- 旅籠町[※ 554]
- 東樽屋町[※ 555]
- 樋上町[※ 556]
- 堂島船大工町[※ 557]
- 天満船大工町[※ 558]
- 船津町[※ 559]
- 古川町1丁目[※ 560]
- 古川町2丁目[※ 561]
- 堀川町[※ 562]
- 又次郎町[※ 563]
- 御池通1～2丁目[※ 564]
- 御池通3丁目[※ 565]
- 御池通4丁目[※ 566]
- 御池通5丁目[※ 567]
- 御池通6丁目[※ 568]
- 6丁目[※ 569]
- 南富田町[※ 570]
- 南森町[※ 571]
- 宮之前町[※ 572]
- 夫婦町[※ 573]
- 堂島弥左衛門町[※ 574]
- 友古町[※ 575]
- 綿屋町[※ 576]

### 伏見組町名一覧
出典：
| 町名 （宝暦3年『初発言上候帳面写』）                                  | 町名 （寛文2～3年頃『臼杵本三郷町絵図』） | 『臼杵本三郷町絵図』組合紋表記 | 最終所属組 |
| --------------------------------------------------------------------- | ----------------------------------------- | ------------------------------ | ---------- |
| 伏見町 （伏見での町名：茶屋町）                                       | 伏見町                                    | （北組）                       | 北組       |
| 呉服町 （伏見での町名：呉服町）                                       | 呉服町                                    | （北組）                       | 北組       |
| 古手町 （伏見での町名：呉服町四町の内）                               | 古手町                                    | （北組）                       | 北組       |
| 伏見両替町1丁目                                                       | 両替町1丁目                               | 伏見組                         | 北組       |
| 伏見両替町2丁目                                                       | 両替町2丁目                               | 伏見組                         | 北組       |
| 伏見両替町3丁目                                                       | 両替町3丁目                               | 伏見組                         | 北組       |
| 伏見両替町4丁目                                                       | 両替町4丁目                               | 伏見組                         | 北組       |
| 常盤町1丁目 （往古町名：伏見立売町1丁目）                             | 立売町1丁目                               | 伏見組                         | 北組       |
| 常盤町2丁目 （往古町名：伏見立売町2丁目）                             | 立売町2丁目                               | 伏見組                         | 北組       |
| 常盤町3丁目 （往古町名：伏見立売町3丁目）                             | 立売町3丁目                               | 伏見組                         | 北組       |
| 常磐町4丁目 （往古町名：伏見立売町4丁目）                             | 立売町4丁目                               | 南組                           | 北組       |
| 江戸町 （往古町名：伏見江戸町）                                       | 江戸町                                    | 伏見組                         | 北組       |
| 和泉町 （往古町名：伏見和泉町）                                       | 和泉町                                    | 伏見組                         | 北組       |
| 聚楽町 （往古町名：北聚楽町1丁目）                                    | 北聚楽町                                  | 伏見組                         | 北組       |
| 聚楽町 （往古町名：北聚楽町1丁目）                                    | 北聚楽町1丁目                             | 伏見組                         | 北組       |
| 粉川町 （往古町名：北聚楽町2丁目）                                    | 北聚楽町2丁目                             | 伏見組                         | 北組       |
| 神崎町 （往古町名：中聚楽町）                                         | 中聚楽町                                  | 伏見組                         | 北組       |
| 駿河町 （往古町名：南聚楽町）                                         | 南聚楽町                                  | 伏見組                         | 北組       |
| 松山町 （往古町名：西聚楽町）                                         | 松や町                                    | （合紋なし）                   | 南組       |
| 藤森町 （往古町名：伏見藤之森町）                                     | 藤の森町                                  | 南組                           | 南組       |
| 立蔵寺町                                                              | （記載なし）                              | （記載なし）                   | 南組       |
| 鑓屋町 （往古町名：伏見鑓屋町）                                       | 鑓屋町                                    | 南組                           | 南組       |
| 小倉町 （往古町名：伏見大黒町）                                       | 大黒町                                    | 南組                           | 北組       |
| 南新町1丁目                                                           | 南新町1丁目                               | 南組                           | 南組       |
| 南新町2丁目                                                           | 南新町2丁目                               | 南組                           | 南組       |
| 南新町3丁目                                                           | 南新町3丁目                               | 南組                           | 南組       |
| 北新町1丁目                                                           | 北新町1丁目                               | 伏見組                         | 北組       |
| 北新町2丁目                                                           | 北新町2丁目                               | 南組                           | 北組       |
| 北新町3丁目                                                           | 北新町3丁目                               | 南組                           | 南組       |
| 徳井町 （往古町名：北本町、九郎右衛門町、伏見権助町）                 | 北本町1丁目                               | 伏見組                         | 北組       |
|                                                                       | 北本町2丁目                               | 伏見組                         | 北組       |
| 大津町                                                                | 大津町                                    | 南組                           | 南組       |
| 内骨屋町 （往古町名：上唐物町）                                       | 内骨屋町                                  | 南組                           | 北組       |
| 南革屋町                                                              | 南皮屋町                                  | 北組                           | 北組       |
| 松尾町 （往古町名：糸屋町）                                           | 上糸屋町                                  | 北組                           | 北組       |
| 與左衛門町 （往古町名：極印鍛冶町、または新與左衛門町）               | 新與左衛門町                              | 南組                           | 南組       |
| 松江町 （往古町名：伏見納屋町）                                       | 納屋町                                    | 南組                           | 南組       |
| 五幸町 （往古町名：伏見町）                                           | 横堀伏見町                                | 伏見組                         | 北組       |
| 葭屋町 （往古町名：清水町、または伏見葭屋町）                         | 清水町                                    | 伏見組                         | 北組       |
| 桑名町 （往古町名：伏見伊勢町）                                       | 伊勢町                                    | 伏見組                         | 北組       |
| 宮川町 （往古町名：東伊勢町）                                         | 東伊勢町                                  | 北組                           | 北組       |
| 二本松町                                                              | 二本松町                                  | 北組                           | 北組       |
| 玉手町                                                                | 北新町                                    | 北組                           | 北組       |
| 松本町 （往古町名：大津町）                                           | 大津町                                    | 北組                           | 北組       |
| 長屋町                                                                | 長屋町                                    | 伏見組                         | （廃絶）   |
| 外山町                                                                | 越中1丁目、越中2丁目                      | 北組                           | （廃絶）   |
| 葉山町                                                                | 越中1丁目、越中2丁目                      | 北組                           | （廃絶）   |
| 京町堀1丁目 （伏見での町名：京町筋）                                  | 京町堀1丁目                               | 北組                           | 北組       |
| 京町堀2丁目 （伏見での町名：京町筋）                                  | 京町堀2丁目                               | 北組                           | 北組       |
| 京町堀3丁目 （伏見での町名：京町筋）                                  | 京町堀3丁目                               | 北組                           | 北組       |
| 京町堀4丁目 （往古町名：京町堀4丁目・5丁目） （伏見での町名：京町筋） | 京町堀4丁目・5丁目                        | 北組                           | 北組       |
| 京町堀5丁目 （往古町名：京町堀6丁目） （伏見での町名：京町筋）        | 京町堀6丁目                               | 北組                           | 北組       |
| 京町堀6丁目 （往古町名：京町堀7丁目） （伏見での町名：京町筋）        | 京町堀7丁目                               | 北組                           | 北組       |
| 神田町 （往古町名：江戸紺屋町）                                       | 江戸紺屋町                                | 南組                           | 南組       |
| 箱屋町                                                                | 箱屋町                                    | 伏見組                         | 北組       |
| 豊嶋町 （往古町名：戎町）                                             | 戎町                                      | 伏見組                         | 北組       |
| 釘屋町 （往古町名：四郎兵衛町）                                       | 四郎兵衛町                                | 伏見組                         | 北組       |
| 三右衛門町                                                            | 三右衛門町                                | 伏見組                         | 北組       |
| 玉造伏見坂町                                                          | 伏見坂町                                  | 伏見組                         | 南組       |
| 元伏見坂町                                                            | 伏見坂町                                  | 伏見組                         | 南組       |
| 国分町                                                                | 伏見清水町                                | 伏見組                         | 北組       |
| 藤右衛門町                                                            | 横堀藤右衛門町                            | 伏見組                         | 南組       |
| 栢木町                                                                | 門前町                                    | 南組                           | 南組       |
| 清水町                                                                | 稲荷町・清水町                            | 南組                           | 南組       |
| 左官町                                                                | 左官町                                    | 南組                           | 南組       |
| 伊達町                                                                | 伊達町                                    | 南組                           | 南組       |
|                                                                       | 吉原町                                    | 伏見組                         | 北組       |
| 助兵衛町                                                              |                                           | 伏見組                         | 北組       |
| 金右衛門町                                                            |                                           | 伏見組                         | 北組       |

## 大区小区一覧
出典：
| 小区                 | 旧小区   | 町名                    |
| -------------------- | -------- | ----------------------- |
| 第1小区 （町数23丁） | 旧1小区  | 広小路町                |
| 第1小区 （町数23丁） | 旧1小区  | 内久宝寺町1丁目         |
| 第1小区 （町数23丁） | 旧1小区  | 上本町1丁目             |
| 第1小区 （町数23丁） | 旧2小区  | 内久宝寺町2丁目         |
| 第1小区 （町数23丁） | 旧2小区  | 龍蔵寺町                |
| 第1小区 （町数23丁） | 旧2小区  | 谷町5丁目               |
| 第1小区 （町数23丁） | 旧2小区  | 十二軒町                |
| 第1小区 （町数23丁） | 旧3小区  | 内久宝寺町3丁目         |
| 第1小区 （町数23丁） | 旧3小区  | 内久宝寺町4丁目         |
| 第1小区 （町数23丁） | 旧3小区  | 粉川町                  |
| 第1小区 （町数23丁） | 旧3小区  | 神崎町                  |
| 第1小区 （町数23丁） | 旧3小区  | 住吉町                  |
| 第1小区 （町数23丁） | 旧4小区  | 和泉町1丁目             |
| 第1小区 （町数23丁） | 旧4小区  | 南農人町1丁目           |
| 第1小区 （町数23丁） | 旧4小区  | 農人橋1丁目             |
| 第1小区 （町数23丁） | 旧4小区  | 両替町1丁目             |
| 第1小区 （町数23丁） | 旧4小区  | 谷町4丁目               |
| 第1小区 （町数23丁） | 旧5小区  | 和泉町2丁目             |
| 第1小区 （町数23丁） | 旧5小区  | 南農人町2丁目           |
| 第1小区 （町数23丁） | 旧5小区  | 農人橋2丁目             |
| 第1小区 （町数23丁） | 旧5小区  | 両替町2丁目             |
| 第1小区 （町数23丁） | 旧5小区  | 農人橋詰町              |
| 第1小区 （町数23丁） | 旧5小区  | 材木町                  |
| 第2小区 （町数24丁） | 旧6小区  | 常盤町1丁目             |
| 第2小区 （町数24丁） | 旧6小区  | 鎗屋町1丁目             |
| 第2小区 （町数24丁） | 旧6小区  | 内本町1丁目             |
| 第2小区 （町数24丁） | 旧6小区  | 徳井町1丁目             |
| 第2小区 （町数24丁） | 旧6小区  | 南新町1丁目             |
| 第2小区 （町数24丁） | 旧6小区  | 谷町3丁目               |
| 第2小区 （町数24丁） | 旧7小区  | 常盤町2丁目             |
| 第2小区 （町数24丁） | 旧7小区  | 鎗屋町2丁目             |
| 第2小区 （町数24丁） | 旧7小区  | 内本町2丁目             |
| 第2小区 （町数24丁） | 旧7小区  | 徳井町2丁目             |
| 第2小区 （町数24丁） | 旧7小区  | 南新町2丁目             |
| 第2小区 （町数24丁） | 旧7小区  | 内本町橋詰町            |
| 第2小区 （町数24丁） | 旧8小区  | 北新町1丁目             |
| 第2小区 （町数24丁） | 旧8小区  | 糸屋町1丁目             |
| 第2小区 （町数24丁） | 旧8小区  | 大手通1丁目             |
| 第2小区 （町数24丁） | 旧8小区  | 内淡路町1丁目           |
| 第2小区 （町数24丁） | 旧8小区  | 内平野町1丁目           |
| 第2小区 （町数24丁） | 旧8小区  | 谷町2丁目               |
| 第2小区 （町数24丁） | 旧9小区  | 北新町2丁目             |
| 第2小区 （町数24丁） | 旧9小区  | 糸屋町2丁目             |
| 第2小区 （町数24丁） | 旧9小区  | 大手通2丁目             |
| 第2小区 （町数24丁） | 旧9小区  | 内淡路町2丁目           |
| 第2小区 （町数24丁） | 旧9小区  | 内平野町2丁目           |
| 第2小区 （町数24丁） | 旧9小区  | 備後町                  |
| 第3小区 （町数13丁） | 旧10小区 | 京橋1丁目               |
| 第3小区 （町数13丁） | 旧10小区 | 京橋2丁目               |
| 第3小区 （町数13丁） | 旧10小区 | 谷町1丁目               |
| 第3小区 （町数13丁） | 旧10小区 | 石町1丁目               |
| 第3小区 （町数13丁） | 旧10小区 | 島町1丁目               |
| 第3小区 （町数13丁） | 旧10小区 | 釣鐘町1丁目             |
| 第3小区 （町数13丁） | 旧10小区 | 舩越町1丁目             |
| 第3小区 （町数13丁） | 旧11小区 | 京橋3丁目               |
| 第3小区 （町数13丁） | 旧11小区 | 石町2丁目               |
| 第3小区 （町数13丁） | 旧11小区 | 島町2丁目               |
| 第3小区 （町数13丁） | 旧11小区 | 釣鐘町2丁目             |
| 第3小区 （町数13丁） | 旧11小区 | 舩越町2丁目             |
| 第3小区 （町数13丁） | 旧11小区 | 高麗橋橋詰町            |
| 第4小区 （町数13丁） | 旧12小区 | 北浜1丁目               |
| 第4小区 （町数13丁） | 旧12小区 | 北浜2丁目               |
| 第4小区 （町数13丁） | 旧12小区 | 今橋1丁目               |
| 第4小区 （町数13丁） | 旧12小区 | 今橋2丁目               |
| 第4小区 （町数13丁） | 旧12小区 | 高麗橋1丁目             |
| 第4小区 （町数13丁） | 旧12小区 | 高麗橋2丁目             |
| 第4小区 （町数13丁） | 旧12小区 | 東横堀新築地 （付属地） |
| 第4小区 （町数13丁） | 旧14小区 | 伏見町1丁目             |
| 第4小区 （町数13丁） | 旧14小区 | 伏見町2丁目             |
| 第4小区 （町数13丁） | 旧14小区 | 道修町1丁目             |
| 第4小区 （町数13丁） | 旧14小区 | 道修町2丁目             |
| 第4小区 （町数13丁） | 旧14小区 | 平野町1丁目             |
| 第4小区 （町数13丁） | 旧14小区 | 平野町2丁目             |
| 第5小区 （町数12丁） | 旧16小区 | 淡路町1丁目             |
| 第5小区 （町数12丁） | 旧16小区 | 淡路町2丁目             |
| 第5小区 （町数12丁） | 旧16小区 | 瓦町1丁目               |
| 第5小区 （町数12丁） | 旧16小区 | 備後町1丁目             |
| 第5小区 （町数12丁） | 旧16小区 | 備後町2丁目             |
| 第5小区 （町数12丁） | 旧18小区 | 安土町1丁目             |
| 第5小区 （町数12丁） | 旧18小区 | 安土町2丁目             |
| 第5小区 （町数12丁） | 旧18小区 | 本町1丁目               |
| 第5小区 （町数12丁） | 旧18小区 | 本町2丁目               |
| 第5小区 （町数12丁） | 旧18小区 | 南本町1丁目             |
| 第5小区 （町数12丁） | 旧18小区 | 南本町2丁目             |
| 第6小区 （町数12丁） | 旧20小区 | 唐物町1丁目             |
| 第6小区 （町数12丁） | 旧20小区 | 唐物町2丁目             |
| 第6小区 （町数12丁） | 旧20小区 | 北久太郎町1丁目         |
| 第6小区 （町数12丁） | 旧20小区 | 北久太郎町2丁目         |
| 第6小区 （町数12丁） | 旧20小区 | 南久太郎町1丁目         |
| 第6小区 （町数12丁） | 旧20小区 | 南久太郎町2丁目         |
| 第6小区 （町数12丁） | 旧22小区 | 北久宝寺町1丁目         |
| 第6小区 （町数12丁） | 旧22小区 | 北久宝寺町2丁目         |
| 第6小区 （町数12丁） | 旧22小区 | 南久宝寺町1丁目         |
| 第6小区 （町数12丁） | 旧22小区 | 南久宝寺町2丁目         |
| 第6小区 （町数12丁） | 旧22小区 | 博労町1丁目             |
| 第6小区 （町数12丁） | 旧22小区 | 博労町2丁目             |
| 第7小区 （町数17丁） | 旧21小区 | 唐物町3丁目             |
| 第7小区 （町数17丁） | 旧21小区 | 唐物町4丁目             |
| 第7小区 （町数17丁） | 旧21小区 | 北久太郎町3丁目         |
| 第7小区 （町数17丁） | 旧21小区 | 北久太郎町4丁目         |
| 第7小区 （町数17丁） | 旧21小区 | 南久太郎町3丁目         |
| 第7小区 （町数17丁） | 旧21小区 | 南久太郎町4丁目         |
| 第7小区 （町数17丁） | 旧21小区 | 横堀5丁目               |
| 第7小区 （町数17丁） | 旧23小区 | 北久宝寺町3丁目         |
| 第7小区 （町数17丁） | 旧23小区 | 北久宝寺町4丁目         |
| 第7小区 （町数17丁） | 旧23小区 | 南久宝寺町3丁目         |
| 第7小区 （町数17丁） | 旧23小区 | 南久宝寺町4丁目         |
| 第7小区 （町数17丁） | 旧23小区 | 博労町3丁目             |
| 第7小区 （町数17丁） | 旧23小区 | 博労町4丁目             |
| 第7小区 （町数17丁） | 旧23小区 | 上難波南之町            |
| 第7小区 （町数17丁） | 旧23小区 | 上難波北之町            |
| 第7小区 （町数17丁） | 旧23小区 | 横堀6丁目               |
| 第8小区 （町数18丁） | 旧17小区 | 淡路町3丁目             |
| 第8小区 （町数18丁） | 旧17小区 | 淡路町4丁目             |
| 第8小区 （町数18丁） | 旧17小区 | 淡路町5丁目             |
| 第8小区 （町数18丁） | 旧17小区 | 瓦町3丁目               |
| 第8小区 （町数18丁） | 旧17小区 | 瓦町4丁目               |
| 第8小区 （町数18丁） | 旧17小区 | 瓦町5丁目               |
| 第8小区 （町数18丁） | 旧17小区 | 備後町3丁目             |
| 第8小区 （町数18丁） | 旧17小区 | 備後町4丁目             |
| 第8小区 （町数18丁） | 旧17小区 | 備後町5丁目             |
| 第8小区 （町数18丁） | 旧17小区 | 横堀3丁目               |
| 第8小区 （町数18丁） | 旧19小区 | 安土町3丁目             |
| 第8小区 （町数18丁） | 旧19小区 | 安土町4丁目             |
| 第8小区 （町数18丁） | 旧19小区 | 本町3丁目               |
| 第8小区 （町数18丁） | 旧19小区 | 本町4丁目               |
| 第8小区 （町数18丁） | 旧19小区 | 南本町3丁目             |
| 第8小区 （町数18丁） | 旧19小区 | 南本町4丁目             |
| 第8小区 （町数18丁） | 旧19小区 | 北渡辺町                |
| 第8小区 （町数18丁） | 旧19小区 | 横堀4丁目               |
| 第9小区 （町数21丁） | 旧13小区 | 北浜3丁目               |
| 第9小区 （町数21丁） | 旧13小区 | 北浜4丁目               |
| 第9小区 （町数21丁） | 旧13小区 | 北浜5丁目               |
| 第9小区 （町数21丁） | 旧13小区 | 大川町                  |
| 第9小区 （町数21丁） | 旧13小区 | 今橋3丁目               |
| 第9小区 （町数21丁） | 旧13小区 | 今橋4丁目               |
| 第9小区 （町数21丁） | 旧13小区 | 今橋5丁目               |
| 第9小区 （町数21丁） | 旧13小区 | 高麗橋3丁目             |
| 第9小区 （町数21丁） | 旧13小区 | 高麗橋4丁目             |
| 第9小区 （町数21丁） | 旧13小区 | 高麗橋5丁目             |
| 第9小区 （町数21丁） | 旧13小区 | 横堀1丁目               |
| 第9小区 （町数21丁） | 旧15小区 | 伏見町3丁目             |
| 第9小区 （町数21丁） | 旧15小区 | 伏見町4丁目             |
| 第9小区 （町数21丁） | 旧15小区 | 伏見町5丁目             |
| 第9小区 （町数21丁） | 旧15小区 | 道修町3丁目             |
| 第9小区 （町数21丁） | 旧15小区 | 道修町4丁目             |
| 第9小区 （町数21丁） | 旧15小区 | 道修町5丁目             |
| 第9小区 （町数21丁） | 旧15小区 | 平野町3丁目             |
| 第9小区 （町数21丁） | 旧15小区 | 平野町4丁目             |
| 第9小区 （町数21丁） | 旧15小区 | 平野町5丁目             |
| 第9小区 （町数21丁） | 旧15小区 | 横堀2丁目               |

| 小区                 | 旧小区      | 町名              |
| -------------------- | ----------- | ----------------- |
| 第1小区 （町数12丁） | 旧1小区     | 上本町通2丁目     |
| 第1小区 （町数12丁） | 旧1小区     | 上本町通3丁目     |
| 第1小区 （町数12丁） | 旧1小区     | 内安堂寺町通1丁目 |
| 第1小区 （町数12丁） | 旧1小区     | 内安堂寺町通2丁目 |
| 第1小区 （町数12丁） | 旧1小区     | 内安堂寺町通3丁目 |
| 第1小区 （町数12丁） | 旧1小区     | 南桃谷町          |
| 第1小区 （町数12丁） | 旧1小区     | 北桃谷町          |
| 第1小区 （町数12丁） | 旧1小区     | 東新瓦屋町        |
| 第1小区 （町数12丁） | 旧1小区     | 西新瓦屋町        |
| 第1小区 （町数12丁） | 旧3小区ノ内 | 谷町筋6丁目       |
| 第1小区 （町数12丁） | 旧3小区ノ内 | 空堀町            |
| 第1小区 （町数12丁） | 旧3小区ノ内 | 松屋町            |
| 第2小区 （町数6丁）  | 旧3小区ノ内 | 田島町            |
| 第2小区 （町数6丁）  | 旧3小区ノ内 | 谷町7丁目         |
| 第2小区 （町数6丁）  | 旧4小区     | 瓦屋町一番町      |
| 第2小区 （町数6丁）  | 旧4小区     | 瓦屋町二番町      |
| 第2小区 （町数6丁）  | 旧4小区     | 瓦屋町三番町      |
| 第2小区 （町数6丁）  | 旧4小区     | 瓦屋町四番町      |
| 第3小区 （町数11丁） | 旧5小区     | 順慶町1丁目       |
| 第3小区 （町数11丁） | 旧5小区     | 安堂寺橋通1丁目   |
| 第3小区 （町数11丁） | 旧5小区     | 塩町通1丁目       |
| 第3小区 （町数11丁） | 旧5小区     | 末吉橋通1丁目     |
| 第3小区 （町数11丁） | 旧11小区    | 鰻谷東之町        |
| 第3小区 （町数11丁） | 旧11小区    | 大宝寺町東之町    |
| 第3小区 （町数11丁） | 旧11小区    | 鍛冶屋町          |
| 第3小区 （町数11丁） | 旧11小区    | 南綿屋町          |
| 第3小区 （町数11丁） | 旧11小区    | 竹屋町            |
| 第3小区 （町数11丁） | 旧11小区    | 問屋町            |
| 第3小区 （町数11丁） | 旧11小区    | 大和町            |
| 第4小区 （町数13丁） | 旧5小区     | 末吉橋通2丁目     |
| 第4小区 （町数13丁） | 旧5小区ノ内 | 塩町通2丁目       |
| 第4小区 （町数13丁） | 旧5小区ノ内 | 安堂寺橋通2丁目   |
| 第4小区 （町数13丁） | 旧5小区ノ内 | 順慶町2丁目       |
| 第4小区 （町数13丁） | 旧6小区     | 末吉橋通3丁目     |
| 第4小区 （町数13丁） | 旧6小区     | 末吉橋通4丁目     |
| 第4小区 （町数13丁） | 旧6小区     | 塩町通3丁目       |
| 第4小区 （町数13丁） | 旧6小区     | 塩町通4丁目       |
| 第4小区 （町数13丁） | 旧6小区     | 安堂寺橋通3丁目   |
| 第4小区 （町数13丁） | 旧6小区     | 安堂寺橋通4丁目   |
| 第4小区 （町数13丁） | 旧6小区     | 順慶町3丁目       |
| 第4小区 （町数13丁） | 旧6小区     | 順慶町4丁目       |
| 第4小区 （町数13丁） | 旧6小区     | 横堀筋7丁目       |
| 第5小区 （町数14丁） | 旧9小区     | 畳屋町            |
| 第5小区 （町数14丁） | 旧9小区     | 笠屋町            |
| 第5小区 （町数14丁） | 旧9小区     | 玉屋町            |
| 第5小区 （町数14丁） | 旧9小区     | 千年町            |
| 第5小区 （町数14丁） | 旧9小区     | 宗右衛門町        |
| 第5小区 （町数14丁） | 旧9小区     | 長堀橋筋2丁目     |
| 第5小区 （町数14丁） | 旧10小区    | 東清水上ノ町      |
| 第5小区 （町数14丁） | 旧10小区    | 東清水下ノ町      |
| 第5小区 （町数14丁） | 旧10小区    | 大宝寺町中ノ町    |
| 第5小区 （町数14丁） | 旧10小区    | 大宝寺町新中ノ町  |
| 第5小区 （町数14丁） | 旧10小区    | 長堀橋筋上1丁目   |
| 第5小区 （町数14丁） | 旧10小区    | 長堀橋筋下1丁目   |
| 第5小区 （町数14丁） | 旧10小区    | 鰻谷中之町        |
| 第5小区 （町数14丁） | 旧10小区    | 鰻谷新中之町      |
| 第6小区 （町数11丁） | 旧7小区     | 心斎橋筋1丁目     |
| 第6小区 （町数11丁） | 旧7小区     | 鰻谷西之町        |
| 第6小区 （町数11丁） | 旧7小区     | 大宝寺町西之町    |
| 第6小区 （町数11丁） | 旧7小区     | 西清水町          |
| 第6小区 （町数11丁） | 旧7小区     | 北炭屋町          |
| 第6小区 （町数11丁） | 旧8小区     | 周防町            |
| 第6小区 （町数11丁） | 旧8小区     | 八幡町            |
| 第6小区 （町数11丁） | 旧8小区     | 三ツ寺町          |
| 第6小区 （町数11丁） | 旧8小区     | 久左衛門町        |
| 第6小区 （町数11丁） | 旧8小区     | 南炭屋町          |
| 第6小区 （町数11丁） | 旧8小区     | 心斎橋筋2丁目     |
| 第7小区 （町数11丁） | 旧12小区    | 二ツ井戸町        |
| 第7小区 （町数11丁） | 旧12小区    | 高津町一番町      |
| 第7小区 （町数11丁） | 旧12小区    | 高津町二番町      |
| 第7小区 （町数11丁） | 旧12小区    | 高津町三番町      |
| 第7小区 （町数11丁） | 旧12小区    | 高津町四番町      |
| 第7小区 （町数11丁） | 旧12小区    | 高津町五条番町    |
| 第7小区 （町数11丁） | 旧12小区    | 高津町六番町      |
| 第7小区 （町数11丁） | 旧12小区    | 高津町七番町      |
| 第7小区 （町数11丁） | 旧12小区    | 高津町八番町      |
| 第7小区 （町数11丁） | 旧12小区    | 高津町九番町      |
| 第7小区 （町数11丁） | 旧12小区    | 高津町十番町      |
| 第7小区 （町数11丁） | 旧12小区    | 御藏跡町          |
| 第8小区 （町数10丁） | 旧13小区    | 日本橋筋1丁目     |
| 第8小区 （町数10丁） | 旧13小区    | 日本橋筋2丁目     |
| 第8小区 （町数10丁） | 旧13小区    | 日本橋筋3丁目     |
| 第8小区 （町数10丁） | 旧13小区    | 日本橋筋4丁目     |
| 第8小区 （町数10丁） | 旧13小区    | 日本橋筋5丁目     |
| 第8小区 （町数10丁） | 旧13小区    | 高津町八番町      |
| 第8小区 （町数10丁） | 旧13小区    | 高津町九番町      |
| 第8小区 （町数10丁） | 旧13小区    | 高津町十番町      |
| 第8小区 （町数10丁） | 旧13小区    | 東坂町            |
| 第8小区 （町数10丁） | 旧13小区    | 東櫓町            |
| 第9小区 （町数11丁） | 旧14小区    | 西坂町            |
| 第9小区 （町数11丁） | 旧14小区    | 南坂裏町          |
| 第9小区 （町数11丁） | 旧14小区    | 西櫓町            |
| 第9小区 （町数11丁） | 旧14小区    | 九郎右衛門町      |
| 第9小区 （町数11丁） | 旧14小区    | 湊町              |
| 第9小区 （町数11丁） | 旧14小区    | 難波新地一番町    |
| 第9小区 （町数11丁） | 旧14小区    | 難波新地二番番町  |
| 第9小区 （町数11丁） | 旧14小区    | 難波新地三番町    |
| 第9小区 （町数11丁） | 旧14小区    | 難波新地四番町    |
| 第9小区 （町数11丁） | 旧14小区    | 難波新地五番町    |
| 第9小区 （町数11丁） | 旧14小区    | 難波新地六番町    |

| 小区                  | 旧小区      | 町名            |
| --------------------- | ----------- | --------------- |
| 第1小区 （町数15丁）  | 旧1小区     | 土佐堀通1丁目   |
| 第1小区 （町数15丁）  | 旧1小区     | 土佐堀通2丁目   |
| 第1小区 （町数15丁）  | 旧1小区     | 土佐堀通裏町    |
| 第1小区 （町数15丁）  | 旧1小区     | 江戸堀上通1丁目 |
| 第1小区 （町数15丁）  | 旧1小区     | 江戸堀上通2丁目 |
| 第1小区 （町数15丁）  | 旧1小区     | 江戸堀北通1丁目 |
| 第1小区 （町数15丁）  | 旧1小区     | 江戸堀北通2丁目 |
| 第1小区 （町数15丁）  | 旧1小区     | 江戸堀南通1丁目 |
| 第1小区 （町数15丁）  | 旧1小区     | 江戸堀南通2丁目 |
| 第1小区 （町数15丁）  | 旧1小区     | 江戸堀下通1丁目 |
| 第1小区 （町数15丁）  | 旧1小区     | 江戸堀下通2丁目 |
| 第1小区 （町数15丁）  | 旧1小区     | 京町堀上通1丁目 |
| 第1小区 （町数15丁）  | 旧1小区     | 京町堀上通2丁目 |
| 第1小区 （町数15丁）  | 旧1小区     | 京町堀通1丁目   |
| 第1小区 （町数15丁）  | 旧1小区     | 京町堀通2丁目   |
| 第2小区 （町数18丁）  | 旧2小区     | 土佐堀通3丁目   |
| 第2小区 （町数18丁）  | 旧2小区     | 土佐堀通4丁目   |
| 第2小区 （町数18丁）  | 旧2小区     | 土佐堀通5丁目   |
| 第2小区 （町数18丁）  | 旧2小区     | 江戸堀北通3丁目 |
| 第2小区 （町数18丁）  | 旧2小区     | 江戸堀北通4丁目 |
| 第2小区 （町数18丁）  | 旧2小区     | 江戸堀北通5丁目 |
| 第2小区 （町数18丁）  | 旧4小区     | 江戸堀南通3丁目 |
| 第2小区 （町数18丁）  | 旧4小区     | 江戸堀南通4丁目 |
| 第2小区 （町数18丁）  | 旧4小区     | 江戸堀下通3丁目 |
| 第2小区 （町数18丁）  | 旧4小区     | 江戸堀下通4丁目 |
| 第2小区 （町数18丁）  | 旧4小区     | 京町堀上通3丁目 |
| 第2小区 （町数18丁）  | 旧4小区     | 京町堀上通4丁目 |
| 第2小区 （町数18丁）  | 旧4小区     | 京町堀通3丁目   |
| 第2小区 （町数18丁）  | 旧4小区     | 京町堀通4丁目   |
| 第2小区 （町数18丁）  | 旧5小区ノ内 | 京町堀通5丁目   |
| 第2小区 （町数18丁）  | 旧5小区ノ内 | 京町堀上通5丁目 |
| 第2小区 （町数18丁）  | 旧5小区ノ内 | 江戸堀南通5丁目 |
| 第2小区 （町数18丁）  | 旧5小区ノ内 | 江戸堀下通5丁目 |
| 第3小区 （町数17丁）  | 旧6小区     | 靭北通1丁目     |
| 第3小区 （町数17丁）  | 旧6小区     | 靭北通2丁目     |
| 第3小区 （町数17丁）  | 旧6小区     | 靭上通1丁目     |
| 第3小区 （町数17丁）  | 旧6小区     | 靭上通2丁目     |
| 第3小区 （町数17丁）  | 旧6小区     | 靭中通1丁目     |
| 第3小区 （町数17丁）  | 旧6小区     | 靭中通2丁目     |
| 第3小区 （町数17丁）  | 旧6小区     | 靭下通1丁目     |
| 第3小区 （町数17丁）  | 旧6小区     | 靭下通2丁目     |
| 第3小区 （町数17丁）  | 旧6小区     | 靭南通1丁目     |
| 第3小区 （町数17丁）  | 旧6小区     | 靭南通2丁目     |
| 第3小区 （町数17丁）  | 旧7小区     | 靭北通3丁目     |
| 第3小区 （町数17丁）  | 旧7小区     | 靭北通4丁目     |
| 第3小区 （町数17丁）  | 旧7小区     | 靭上通3丁目     |
| 第3小区 （町数17丁）  | 旧7小区     | 靭中通3丁目     |
| 第3小区 （町数17丁）  | 旧7小区     | 靭南通3丁目     |
| 第3小区 （町数17丁）  | 旧7小区     | 靭南通4丁目     |
| 第3小区 （町数17丁）  | 旧7小区     | 靭南通5丁目     |
| 第4小区 （町数16丁）  | 旧8小区     | 阿波堀通1丁目   |
| 第4小区 （町数16丁）  | 旧8小区     | 阿波堀通2丁目   |
| 第4小区 （町数16丁）  | 旧8小区     | 阿波堀通3丁目   |
| 第4小区 （町数16丁）  | 旧8小区     | 阿波堀通裏町    |
| 第4小区 （町数16丁）  | 旧8小区     | 阿波座上通1丁目 |
| 第4小区 （町数16丁）  | 旧8小区     | 阿波座上通2丁目 |
| 第4小区 （町数16丁）  | 旧8小区     | 阿波座上通3丁目 |
| 第4小区 （町数16丁）  | 旧9小区     | 阿波座中通1丁目 |
| 第4小区 （町数16丁）  | 旧9小区     | 阿波座中通2丁目 |
| 第4小区 （町数16丁）  | 旧9小区     | 阿波座下通1丁目 |
| 第4小区 （町数16丁）  | 旧9小区     | 阿波座下通2丁目 |
| 第4小区 （町数16丁）  | 旧9小区     | 立売堀北通1丁目 |
| 第4小区 （町数16丁）  | 旧9小区     | 立売堀北通2丁目 |
| 第4小区 （町数16丁）  | 旧9小区     | 立売堀北通3丁目 |
| 第4小区 （町数16丁）  | 旧9小区     | 阿波座一番町    |
| 第4小区 （町数16丁）  | 旧9小区     | 阿波座二番町    |
| 第5小区 （町数16丁）  | 旧5小区ノ内 | 江之子島上ノ町  |
| 第5小区 （町数16丁）  | 旧5小区ノ内 | 江之子島東ノ町  |
| 第5小区 （町数16丁）  | 旧5小区ノ内 | 江之子島西ノ町  |
| 第5小区 （町数16丁）  | 旧10小区    | 阿波堀通4丁目   |
| 第5小区 （町数16丁）  | 旧10小区    | 阿波堀通5丁目   |
| 第5小区 （町数16丁）  | 旧10小区    | 阿波座三番町    |
| 第5小区 （町数16丁）  | 旧10小区    | 阿波座四番町    |
| 第5小区 （町数16丁）  | 旧10小区    | 薩摩堀東之町    |
| 第5小区 （町数16丁）  | 旧10小区    | 薩摩堀南之町    |
| 第5小区 （町数16丁）  | 旧10小区    | 薩摩堀西之町    |
| 第5小区 （町数16丁）  | 旧10小区    | 薩摩堀北之町    |
| 第5小区 （町数16丁）  | 旧10小区    | 薩摩堀裏町      |
| 第5小区 （町数16丁）  | 旧10小区    | 立売堀北通4丁目 |
| 第5小区 （町数16丁）  | 旧10小区    | 立売堀北通5丁目 |
| 第5小区 （町数16丁）  | 旧10小区    | 立売堀北通6丁目 |
| 第5小区 （町数16丁）  | 旧10小区    | 立売堀北通裏町  |
| 第6小区 （町数23丁）  | 旧11小区    | 立売堀南通1丁目 |
| 第6小区 （町数23丁）  | 旧11小区    | 立売堀南通2丁目 |
| 第6小区 （町数23丁）  | 旧11小区    | 立売堀南通3丁目 |
| 第6小区 （町数23丁）  | 旧11小区    | 立売堀南通4丁目 |
| 第6小区 （町数23丁）  | 旧11小区    | 新町北通1丁目   |
| 第6小区 （町数23丁）  | 旧11小区    | 新町北通2丁目   |
| 第6小区 （町数23丁）  | 旧11小区    | 新町通1丁目     |
| 第6小区 （町数23丁）  | 旧11小区    | 新町通2丁目     |
| 第6小区 （町数23丁）  | 旧11小区    | 新町通3丁目     |
| 第6小区 （町数23丁）  | 旧12小区    | 新町南通1丁目   |
| 第6小区 （町数23丁）  | 旧12小区    | 新町南通2丁目   |
| 第6小区 （町数23丁）  | 旧12小区    | 新町南通3丁目   |
| 第6小区 （町数23丁）  | 旧12小区    | 裏新町          |
| 第6小区 （町数23丁）  | 旧12小区    | 西長堀北通1丁目 |
| 第6小区 （町数23丁）  | 旧12小区    | 西長堀北通2丁目 |
| 第6小区 （町数23丁）  | 旧12小区    | 西長堀北通3丁目 |
| 第6小区 （町数23丁）  | 旧13小区    | 立売堀南通5丁目 |
| 第6小区 （町数23丁）  | 旧13小区    | 立売堀南通6丁目 |
| 第6小区 （町数23丁）  | 旧13小区    | 新町通4丁目     |
| 第6小区 （町数23丁）  | 旧13小区    | 新町通5丁目     |
| 第6小区 （町数23丁）  | 旧13小区    | 新町南通4丁目   |
| 第6小区 （町数23丁）  | 旧13小区    | 西長堀北通4丁目 |
| 第6小区 （町数23丁）  | 旧13小区    | 西長堀北通5丁目 |
| 第7小区 （町数25丁）  | 旧14小区    | 西長堀南通1丁目 |
| 第7小区 （町数25丁）  | 旧14小区    | 西長堀南通2丁目 |
| 第7小区 （町数25丁）  | 旧14小区    | 北堀江上通1丁目 |
| 第7小区 （町数25丁）  | 旧14小区    | 北堀江上通2丁目 |
| 第7小区 （町数25丁）  | 旧14小区    | 北堀江下通1丁目 |
| 第7小区 （町数25丁）  | 旧14小区    | 北堀江下通2丁目 |
| 第7小区 （町数25丁）  | 旧14小区    | 北堀江通1丁目   |
| 第7小区 （町数25丁）  | 旧14小区    | 北堀江通2丁目   |
| 第7小区 （町数25丁）  | 旧15小区    | 西長堀南通3丁目 |
| 第7小区 （町数25丁）  | 旧15小区    | 西長堀南通4丁目 |
| 第7小区 （町数25丁）  | 旧15小区    | 北堀江上通3丁目 |
| 第7小区 （町数25丁）  | 旧15小区    | 北堀江下通3丁目 |
| 第7小区 （町数25丁）  | 旧15小区    | 北堀江下通4丁目 |
| 第7小区 （町数25丁）  | 旧15小区    | 北堀江下通5丁目 |
| 第7小区 （町数25丁）  | 旧15小区    | 北堀江通3丁目   |
| 第7小区 （町数25丁）  | 旧15小区    | 北堀江通4丁目   |
| 第7小区 （町数25丁）  | 旧15小区    | 北堀江通5丁目   |
| 第7小区 （町数25丁）  | 旧15小区    | 北堀江裏通1丁目 |
| 第7小区 （町数25丁）  | 旧16小区    | 西長堀南通5丁目 |
| 第7小区 （町数25丁）  | 旧16小区    | 北堀江裏通2丁目 |
| 第7小区 （町数25丁）  | 旧16小区    | 北堀江下通6丁目 |
| 第7小区 （町数25丁）  | 旧16小区    | 北堀江通6丁目   |
| 第7小区 （町数25丁）  | 旧16小区    | 北堀江一番町    |
| 第7小区 （町数25丁）  | 旧16小区    | 北堀江二番町    |
| 第7小区 （町数25丁）  | 旧16小区    | 北堀江三番町    |
| 第8小区 （町数18丁）  | 旧17小区    | 南堀江通1丁目   |
| 第8小区 （町数18丁）  | 旧17小区    | 南堀江通2丁目   |
| 第8小区 （町数18丁）  | 旧17小区    | 南堀江上通1丁目 |
| 第8小区 （町数18丁）  | 旧17小区    | 南堀江上通2丁目 |
| 第8小区 （町数18丁）  | 旧17小区    | 南堀江下通1丁目 |
| 第8小区 （町数18丁）  | 旧17小区    | 西道頓堀通1丁目 |
| 第8小区 （町数18丁）  | 旧17小区    | 西道頓堀通2丁目 |
| 第8小区 （町数18丁）  | 旧18小区    | 南堀江通3丁目   |
| 第8小区 （町数18丁）  | 旧18小区    | 南堀江通4丁目   |
| 第8小区 （町数18丁）  | 旧18小区    | 南堀江上通3丁目 |
| 第8小区 （町数18丁）  | 旧18小区    | 南堀江上通4丁目 |
| 第8小区 （町数18丁）  | 旧18小区    | 南堀江下通2丁目 |
| 第8小区 （町数18丁）  | 旧18小区    | 南堀江下通3丁目 |
| 第8小区 （町数18丁）  | 旧18小区    | 西道頓堀通3丁目 |
| 第8小区 （町数18丁）  | 旧18小区    | 西道頓堀通4丁目 |
| 第8小区 （町数18丁）  | 旧20小区    | 幸町通1丁目     |
| 第8小区 （町数18丁）  | 旧20小区    | 幸町通2丁目     |
| 第8小区 （町数18丁）  | 旧20小区    | 幸町通3丁目     |
| 第9小区 （町数11丁）  | 旧19小区    | 南堀江通5丁目   |
| 第9小区 （町数11丁）  | 旧19小区    | 南堀江通6丁目   |
| 第9小区 （町数11丁）  | 旧19小区    | 南堀江上通5丁目 |
| 第9小区 （町数11丁）  | 旧19小区    | 南堀江下通4丁目 |
| 第9小区 （町数11丁）  | 旧19小区    | 西道頓堀通5丁目 |
| 第9小区 （町数11丁）  | 旧19小区    | 西道頓堀通6丁目 |
| 第9小区 （町数11丁）  | 旧19小区    | 南堀江一番町    |
| 第9小区 （町数11丁）  | 旧19小区    | 南堀江二番町    |
| 第9小区 （町数11丁）  | 旧19小区    | 南堀江三番町    |
| 第9小区 （町数11丁）  | 旧20小区    | 幸町通4丁目     |
| 第9小区 （町数11丁）  | 旧20小区    | 幸町通5丁目     |
| 第10小区 （町数12丁） | 旧21小区    | 松島町1丁目     |
| 第10小区 （町数12丁） | 旧21小区    | 松島町2丁目     |
| 第10小区 （町数12丁） | 旧21小区    | 松島町3丁目     |
| 第10小区 （町数12丁） | 旧21小区    | 花園町          |
| 第10小区 （町数12丁） | 旧22小区    | 梅本町一番町    |
| 第10小区 （町数12丁） | 旧22小区    | 梅本町二番町    |
| 第10小区 （町数12丁） | 旧22小区    | 梅本町三番町    |
| 第10小区 （町数12丁） | 旧22小区    | 梅本町          |
| 第10小区 （町数12丁） | 旧22小区    | 川口居留地      |
| 第10小区 （町数12丁） | 旧22小区    | 本田町1丁目     |
| 第10小区 （町数12丁） | 旧22小区    | 本田町2丁目     |
| 第10小区 （町数12丁） | 旧22小区    | 本田町3丁目     |
| 第11小区 （町数9丁）  | 旧23小区    | 栄町            |
| 第11小区 （町数9丁）  | 旧23小区    | 洲先町          |
| 第11小区 （町数9丁）  | 旧23小区    | 入江町          |
| 第11小区 （町数9丁）  | 旧23小区    | 菜摘町          |
| 第11小区 （町数9丁）  | 旧23小区    | 野上町          |
| 第11小区 （町数9丁）  | 旧23小区    | 穂波町          |
| 第11小区 （町数9丁）  | 旧23小区    | 千里町          |
| 第11小区 （町数9丁）  | 旧23小区    | 霧島町          |
| 第11小区 （町数9丁）  | 旧23小区    | 藻刈町          |

| 小区                 | 旧小区   | 町名               |
| -------------------- | -------- | ------------------ |
| 第1小区 （町数24丁） | 旧1小区  | 野田町             |
| 第1小区 （町数24丁） | 旧1小区  | 相生町             |
| 第1小区 （町数24丁） | 旧1小区  | 綱島町             |
| 第1小区 （町数24丁） | 旧2小区  | 川崎町             |
| 第1小区 （町数24丁） | 旧2小区  | 今井町             |
| 第1小区 （町数24丁） | 旧2小区  | 天満橋筋1丁目      |
| 第1小区 （町数24丁） | 旧2小区  | 空心町1丁目        |
| 第1小区 （町数24丁） | 旧3小区  | 天満橋筋2丁目      |
| 第1小区 （町数24丁） | 旧3小区  | 天満橋筋3丁目      |
| 第1小区 （町数24丁） | 旧3小区  | 天満橋筋4丁目      |
| 第1小区 （町数24丁） | 旧3小区  | 空心町2丁目        |
| 第1小区 （町数24丁） | 旧4小区  | 金屋町1丁目        |
| 第1小区 （町数24丁） | 旧4小区  | 朝日町             |
| 第1小区 （町数24丁） | 旧4小区  | 信保町1丁目        |
| 第1小区 （町数24丁） | 旧4小区  | 岩井町1丁目        |
| 第1小区 （町数24丁） | 旧4小区  | 竜田町             |
| 第1小区 （町数24丁） | 旧4小区  | 壺屋町1丁目        |
| 第1小区 （町数24丁） | 旧4小区  | 河内町1丁目        |
| 第1小区 （町数24丁） | 旧5小区  | 金屋町2丁目        |
| 第1小区 （町数24丁） | 旧5小区  | 信保町2丁目        |
| 第1小区 （町数24丁） | 旧5小区  | 岩井町2丁目        |
| 第1小区 （町数24丁） | 旧5小区  | 壺屋町2丁目        |
| 第1小区 （町数24丁） | 旧5小区  | 河内町2丁目        |
| 第1小区 （町数24丁） | 旧5小区  | 松ヶ枝町           |
| 第2小区 （町数20丁） | 旧6小区  | 此花町1丁目        |
| 第2小区 （町数20丁） | 旧6小区  | 市之町             |
| 第2小区 （町数20丁） | 旧6小区  | 天神筋町           |
| 第2小区 （町数20丁） | 旧6小区  | 天神橋筋1丁目      |
| 第2小区 （町数20丁） | 旧6小区  | 菅原町             |
| 第2小区 （町数20丁） | 旧6小区  | 鳴尾町             |
| 第2小区 （町数20丁） | 旧6小区  | 樽屋町             |
| 第2小区 （町数20丁） | 旧6小区  | 地下町             |
| 第2小区 （町数20丁） | 旧7小区  | 此花町2丁目        |
| 第2小区 （町数20丁） | 旧7小区  | 大工町             |
| 第2小区 （町数20丁） | 旧7小区  | 天神橋筋2丁目      |
| 第2小区 （町数20丁） | 旧7小区  | 南森町             |
| 第2小区 （町数20丁） | 旧7小区  | 旅籠町             |
| 第2小区 （町数20丁） | 旧7小区  | 東堀川町           |
| 第2小区 （町数20丁） | 旧8小区  | 天神橋筋3丁目      |
| 第2小区 （町数20丁） | 旧8小区  | 天神橋筋4丁目      |
| 第2小区 （町数20丁） | 旧8小区  | 北森町             |
| 第2小区 （町数20丁） | 旧8小区  | 錦屋町             |
| 第2小区 （町数20丁） | 旧8小区  | 紅梅町             |
| 第2小区 （町数20丁） | 旧8小区  | 末広町             |
| 第3小区 （町数12丁） | 旧9小区  | 西堀川町           |
| 第3小区 （町数12丁） | 旧9小区  | 伊勢町             |
| 第3小区 （町数12丁） | 旧9小区  | 冨田町             |
| 第3小区 （町数12丁） | 旧9小区  | 源蔵町             |
| 第3小区 （町数12丁） | 旧9小区  | 本幡町             |
| 第3小区 （町数12丁） | 旧9小区  | 付属砂原屋敷三ヶ所 |
| 第3小区 （町数12丁） | 旧10小区 | 樋之上町           |
| 第3小区 （町数12丁） | 旧10小区 | 老松町1丁目        |
| 第3小区 （町数12丁） | 旧10小区 | 老松町2丁目        |
| 第3小区 （町数12丁） | 旧10小区 | 若松町             |
| 第3小区 （町数12丁） | 旧11小区 | 老松町3丁目        |
| 第3小区 （町数12丁） | 旧11小区 | 真砂町             |
| 第3小区 （町数12丁） | 旧11小区 | 絹笠町             |
| 第4小区 （町数13丁） | 旧12小区 | 曽根崎新地1丁目    |
| 第4小区 （町数13丁） | 旧12小区 | 曽根崎新地2丁目    |
| 第4小区 （町数13丁） | 旧12小区 | 曽根崎新地3丁目    |
| 第4小区 （町数13丁） | 旧13小区 | 堂島浜通1丁目      |
| 第4小区 （町数13丁） | 旧13小区 | 堂島船大工町       |
| 第4小区 （町数13丁） | 旧13小区 | 堂島中1丁目        |
| 第4小区 （町数13丁） | 旧13小区 | 堂島裏1丁目        |
| 第4小区 （町数13丁） | 旧13小区 | 堂島2丁目          |
| 第4小区 （町数13丁） | 旧14小区 | 堂島浜通2丁目      |
| 第4小区 （町数13丁） | 旧14小区 | 堂島北町           |
| 第4小区 （町数13丁） | 旧15小区 | 堂島裏3丁目        |
| 第4小区 （町数13丁） | 旧15小区 | 堂島浜通2丁目      |
| 第4小区 （町数13丁） | 旧15小区 | 堂島浜通4丁目      |
| 第5小区 （町数10丁） | 旧16小区 | 中之島通1丁目      |
| 第5小区 （町数10丁） | 旧16小区 | 中之島通2丁目      |
| 第5小区 （町数10丁） | 旧17小区 | 中之島通3丁目      |
| 第5小区 （町数10丁） | 旧17小区 | 中之島通4丁目      |
| 第5小区 （町数10丁） | 旧17小区 | 宗是町             |
| 第5小区 （町数10丁） | 旧18小区 | 中之島通5丁目      |
| 第5小区 （町数10丁） | 旧18小区 | 中之島通6丁目      |
| 第5小区 （町数10丁） | 旧18小区 | 中之島通7丁目      |
| 第5小区 （町数10丁） | 旧18小区 | 玉江町1丁目        |
| 第5小区 （町数10丁） | 旧18小区 | 玉江町2丁目        |
| 第6小区 （町数11丁） | 旧19小区 | 安治川上1丁目      |
| 第6小区 （町数11丁） | 旧19小区 | 安治川上2丁目      |
| 第6小区 （町数11丁） | 旧19小区 | 安治川北1丁目      |
| 第6小区 （町数11丁） | 旧19小区 | 安治川北2丁目      |
| 第6小区 （町数11丁） | 旧19小区 | 安治川北3丁目      |
| 第6小区 （町数11丁） | 旧20小区 | 古川町             |
| 第6小区 （町数11丁） | 旧20小区 | 富島町             |
| 第6小区 （町数11丁） | 旧20小区 | 安治川南1丁目      |
| 第6小区 （町数11丁） | 旧20小区 | 安治川南2丁目      |
| 第6小区 （町数11丁） | 旧20小区 | 安治川南3丁目      |
| 第6小区 （町数11丁） | 旧20小区 | 天保町             |